# Duke Nukem: Zero Hour
Duke Nukem: Zero Hour és un videojoc d'acció en tercera persona de la saga Duke Nukem, desenvolupat per Eurocom per la Nintendo 64. El joc utilitza un format relativament gran de cartutx de 32 megabyte i també pot utilitzar el Expansion Pak per permetre millors gràfics però frenant la taxa de fotogrames. Té un mode multijugador de pantalla dividida de 4 jugadors que utilitza una vista en primera persona.
La trama gira al voltant d'extraterrestres que viatgen en el temps intentant alterar el curs de la història i eliminar els avantpassats de Duke. Els llocs, les armes, els articles i les peces de vestir són rellevants per al període en què es troba Duke.
El joc té una introducció inicial que explica el concepte de la trama. El joc també té una trama amb molts elements madurs. En una etapa, Duke viatja a l'època victoriana i troba l'escena de l'assassinat de Mary Jane Kelly. Havia estat assassinada a la seva residència de 13 Miller's Court el 9 de novembre de 1888 per Jack l'Esbudellador. En un altre lloc, Duke ha de viatjar a una Nova York devastada per la guerra atòmica.
El joc es presenta en una perspectiva de tercera persona, amb Duke sempre visible, o semitransparent al moment en el qual apunta. Aquest joc és el segon joc de la saga que ha sortit per a Nintendo 64 juntament amb Duke Nukem 64.

## Argument
El joc comença en una base militar quan Duke rep una video-trucada de si mateix des del passat. En el passat, els extraterrestres havien conquistat el món amb ajuda de diversos zombies i Duke està combatent des de la resistència. A partir de llavors, Duke haurà d'utilitzar la tecnologia de l'època i viatjar en el temps evitant que els extraterrestres canviïn successos històrics a favor seu. D'aquesta manera viatja a diverses èpoques importants com el far west, l'Anglaterra Victoriana, l'època actual o un futur apocalíptic, entre les quals es desenvolupessin 22 missions.
Per ajudar el personatge en la seva aventura, es compta amb diversos gadgets, des d'ulleres de visió nocturna, o màscares antigues, fins a farmacioles i esteroides. També es compta amb nombroses armes, les quals es divideixen en dos grups: Les terrestres (pistoles, rifles, llança míssils, etc.), i les armes extraterrestres (canons gamma, rifles congelants, etc.).
Un joc de la mateixa saga, Duke Nukem: Time to Kill, presenta una història bastant semblant, en la qual el personatge haurà de viatjar en el temps i evitar que els extraterrestres canviïn els successos a favor seu. No obstant això es pot notar que la jugabilitat, el disseny i l'ambient canvia notablement.

## Rebuda
Zero Hour va rebre anàlisis "mitjans" segons el lloc web GameRankings. Nintendo Power va fer una revisió favorable durant un mes abans que es llancés el joc.